# 李连秀
李连秀（1923年—2019年11月10日），是中国人民解放军和中国人民武装警察部队高级将领。山东沂南人。
1938年在山东参加八路军，第二次国共内战时期跟随东北野战军第一纵队（后来的第38军）作战，升任337团团长，并随部入朝参加朝鲜战争。回国后逐渐升任至第38军军长，后曾任第40集团军军长。1984年任武警部队司令员，1989年被授予武警中将警衔。2019年11月10日在北京逝世，享年96岁。